# 兼六元町
兼六元町（けんろくもとまち）は、石川県金沢市の町名。丁目を持たない単独町名であり、全域で住居表示実施済み。

## 地理
兼六元町の隣は大手町、材木町。

## 世帯数と人口
2022年（令和4年）9月1日現在の世帯数と人口は以下の通りである。
| 町丁     | 世帯数  | 人口  |
| -------- | ------- | ----- |
| 兼六元町 | 309世帯 | 606人 |

## 小・中学校の学区
市立小・中学校に通う場合、学区は以下の通りとなる。
| 番地 | 小学校             | 中学校             |
| ---- | ------------------ | ------------------ |
| 全域 | 金沢市立兼六小学校 | 金沢市立兼六中学校 |

## 交通

### 鉄道
町内に鉄道駅はない。

### バス
- 西日本ジェイアールバス　兼六元町バス停
- 金沢ふらっとバス材木ルート　兼六元町、兼六園下バス停

北鉄バス兼六園下・金沢城バス停の4番のりばも町内に位置する。

### 道路
- 国道159号

## 施設
- 味噌蔵町公民館
- 金沢市立兼六小学校
- 金沢市消防局中央消防署味噌蔵出張所